# Eupithecia vacuata
Eupithecia vacuata är en fjärilsart som beskrevs av Karl Dietze 1903. Eupithecia vacuata ingår i släktet Eupithecia och familjen mätare. Inga underarter finns listade i Catalogue of Life.